# Cephalispa brevicornis
Cephalispa brevicornis är en tvåvingeart som först beskrevs av Stein 1900.  Cephalispa brevicornis ingår i släktet Cephalispa och familjen husflugor. Inga underarter finns listade i Catalogue of Life.